# 피터 스트로언
피터 스트로언(영어: Peter Straughan, 1968년 ~ )은 영국의 영화 각본가, 극작가이다. 영화 《팅커 테일러 솔저 스파이》, 《콘클라베》의 각색을 담당했다. 《콘클라베》로 아카데미 각색상을 수상했다.